# It Happened Today
It Happened Today è un singolo del gruppo rock statunitense R.E.M. pubblicato il 20 dicembre 2010, il primo estratto dall'album Collapse into Now.

## Il brano
Il singolo vede la partecipazione del cantante e chitarrista dei Pearl Jam, Eddie Vedder ai cori insieme al cantante canadese Joel Gibb.

## Video
Nel video musicale del brano, diretto da Tom Gilroy e girato da Tony Stone, viene mostrata la scorribanda giornaliera di un adolescente in un paesaggio innevato della provincia statunitense.

## Tracce
CD singolo promo EU
1. It Happened Today – 3:48 (Peter Buck, Mike Mills, Michael Stipe)

## Formazione
R.E.M.
- Michael Stipe – voce
- Peter Buck – chitarra, mandolino, cori
- Mike Mills – basso, chitarra, tastiere, cori

Altri musicisti
- Eddie Vedder – cori
- Joel Gibb – cori
- Shamarr Allen – tromba
- Leroy Jones – tromba
- Kirk M. Joseph, Sr – sousafono
- Bill Rieflin – batteria

Tecnici
- Jacknife Lee – produttore, missaggio
- Sam Bell – ingegneria del suono,
- Tom McFall – ingegneria del suono
- Stephen Marcussen – mastering